# Olwisheim
 Olwisheim (en alsacià Olse) és un municipi francès, situat a la regió del Gran Est, al departament del Baix Rin. L'any 1999 tenia 477 habitants.
Forma part del cantó de Brumath, del districte de Haguenau-Wissembourg i de la Comunitat d'aglomeració de Haguenau.

## Demografia
| 1962 | 1968 | 1975 | 1982 | 1990 | 1999 |
| ---- | ---- | ---- | ---- | ---- | ---- |
| 312  | 315  | 313  | 307  | 346  | 477  |

## Administració
| Període   | Identitat     | Partit |
| --------- | ------------- | ------ |
| 2001-2008 | Roland Muths  |        |
| 2008-     | Jacky Messner |        |